# Atriplex nogalensis
Atriplex nogalensis är en amarantväxtart som beskrevs av Ib Friis och Michael George Gilbert. Atriplex nogalensis ingår i släktet fetmållor, och familjen amarantväxter. Inga underarter finns listade i Catalogue of Life.